# Provincia de Quảng Bình
Quảng Bình fue una de las provincias que conformaban la organización territorial de la República Socialista de Vietnam. Existió desde 1989 hasta su fusión con la provincia de Quảng Trị en 2025.
Esta provincia tiene un área de 8051.8 km² y población de 831.600 (2004). La capital provincial es Đồng Hới. El Parque Nacional Phong Nha-Ke Bang está situada en esta provincia. Lugares vecinos son: Mar de la China Meridional al este, provincia de Quảng Trị al sur, en la provincia de Hà Tĩnh al norte, Laos al oeste.
El Aeropuerto de Đồng Hới está situado en la ciudad de Đồng Hới. La provincia tiene muchas playas de arena blanca. Võ Nguyên Giáp nació en el distrito de Le Thuy.

## Distritos
Cuenta con 9 distritos además de la capital:
- Le Thuy
- Quảng Bình
- Bo Trach
- Quang Trach
- Tuyen Hoa
- Minh Hoa